# Charles Anderson Dana
Denna artikel handlar om publicisten Charles Anderson Dana. För företagaren och politikern  med samma namn, se Charles Anderson Dana (företagare)
Charles Anderson Dana, född 8 augusti 1819 i Hinsdale i New Hampshire, död 17 oktober 1897, var en amerikansk journalist.
Dana kämpade ivrigt i tidningen Tribune i New York på abolitionisternas sida, under nordamerikanska inbördeskriget var han Abraham Lincolns observatör vid fronten. Från 1868 var han utgivare av tidningen Sun, där han skarpt gisslade partiernas lyten och gärna understödde de försök som under och efter 1870-talet gjordes för att organisera ett nytt, radikalt betonat parti.